# Gara Pantelimon
Gara Pantelimon este o gară care deservește municipiul București și orașul Pantelimon, România.